# Batalla de los elefantes
La batalla de los elefantes fue un enfrentamiento militar ocurrido en el año 275 a. C., entre los ejércitos del Imperio seléucida, dirigidos por el rey Antíoco I, y los gálatas. El encuentro se saldó con una gran victoria seléucida.

## Antecedentes

### Llegada de los gálatas
Tras haber sido rechazada su invasión de los Balcanes, los gálatas de Comontoris, uno de los generales de Breno, se establecieron en el Helesponto, cerca de Bizancio, donde sometieron a los tracios y fundaron una ciudad-Estado llamada Tilis. Los guerreros bárbaros saquearon las tierras alrededor de Bizancio, polis que pidió ayuda a sus aliados. Los griegos recibieron auxilios militares y de Heraclea Póntica 4000 piezas de oro. Los celtas atacaron Bizancio, forzándola a pagarles tributo junto a todas las demás ciudades de la costa del mar de Mármara. Bizancio debió pagar tres, cinco o diez millares de piezas de oro para evitar la destrucción de sus tierras. Ocuparon el Quersoneso por la fuerza de sus armas, tomando Lisimaquia mediante la traición, y descendieron al Helesponto deseosos de cruzar a Anatolia, tierra rica en botín.
Empezaron a negociar con un tal Antípatro, prefecto seléucida de la zona, pero como las conversaciones se demoraban demasiado, el jefe Leonorio se llevó a la mayoría de los guerreros a Bizancio. En cambio, Luturio aprovechó que Antípatro había enviado a unos espías macedonios disfrazados de embajadores con cinco barcos, capturándolos y usando las naves para cruzar con sus fieles en pocos días. Los celtas asediaban Bizancio –277 a. C.– cuando una delegación enviada por el rey Nicomedes I de Bitinia ofreció ayudarles a cruzar a Anatolia. A cambio, siempre debían ayudar a Nicomedes I y sus hijos, no firmar alianzas sin su permiso, apoyar a los aliados de Bitinia –Heraclea, Tieo, Bizancio, Ciero y Calcedonia– y guerrear contra sus enemigos. Los 17 jefes galos, especialmente los principales, aceptaron y Leonorio y sus guerreros cruzaron así a Asia Menor, gracias a la ayuda de Nicomedes I.
El rey bitinio deseaba emplearlos para enfrentar a su hermano Cipetes II, que usurpaba una parte del reino. Nicomedes I fortaleció su reino y acabó con su hermano. Les dio armas y conquistó Bitinia, masacrando toda resistencia con ayuda de los celtas y sus aliados de Heraclea. El botín fue repartido entre los recién llegados. El monarca también los usó para enfrentar a los seléucidas.

### Situación seléucida
Cuando Antíoco I sucedió a su padre Seleuco I Nicátor en 280 a. C., debió aplacar una revuelta en Siria, los intentos de independizarse de los sátrapas del norte de Anatolia y una guerra contra el rey macedonio Ptolomeo Cerauno, asesino de su padre. Pocos años después, los gálatas lanzaban razias contra los dominios de Antíoco en busca de botín, lo que llevó al rey seléucida, una vez fue reprimida la revuelta siria en 275 a. C., a encararse a los invasores.
En vista de los resultados obtenidos por su vecino con ayuda de la fuerza extranjera, Mitrídates I del Ponto, aliado del rey seléucida Antíoco I, se decidió a reclutarlos contra el rey egipcio Ptolomeo II en la primera guerra siria. Pronto pudo dar cuenta de lo acertada de su elección, pues sus nuevos mercenarios obtuvieron numerosas victorias en Capadocia. Finalmente, y quizá como recompensa por sus servicios a Mitrídates, se les permitió asentarse, pues eligieron una tierra que reclamaron para ellos y la llamaron Galacia, dividiéndola entre sus tribus: trocmos, tolistóbogos y tectósages. Cada una fundó Ancira, Tavio y Pesinunte, respectivamente. Se organizaron en cuatro territorios y fundaron una tetrarquía gobernada por un consejo de 12 jefes reunidos en Drynemetum. Exigieron tributos en toda Anatolia, pues inspiraban temor en todos los pueblos de la región. Establecieron sus hogares en la cuenca del río Halis.

## Fuerzas enfrentadas

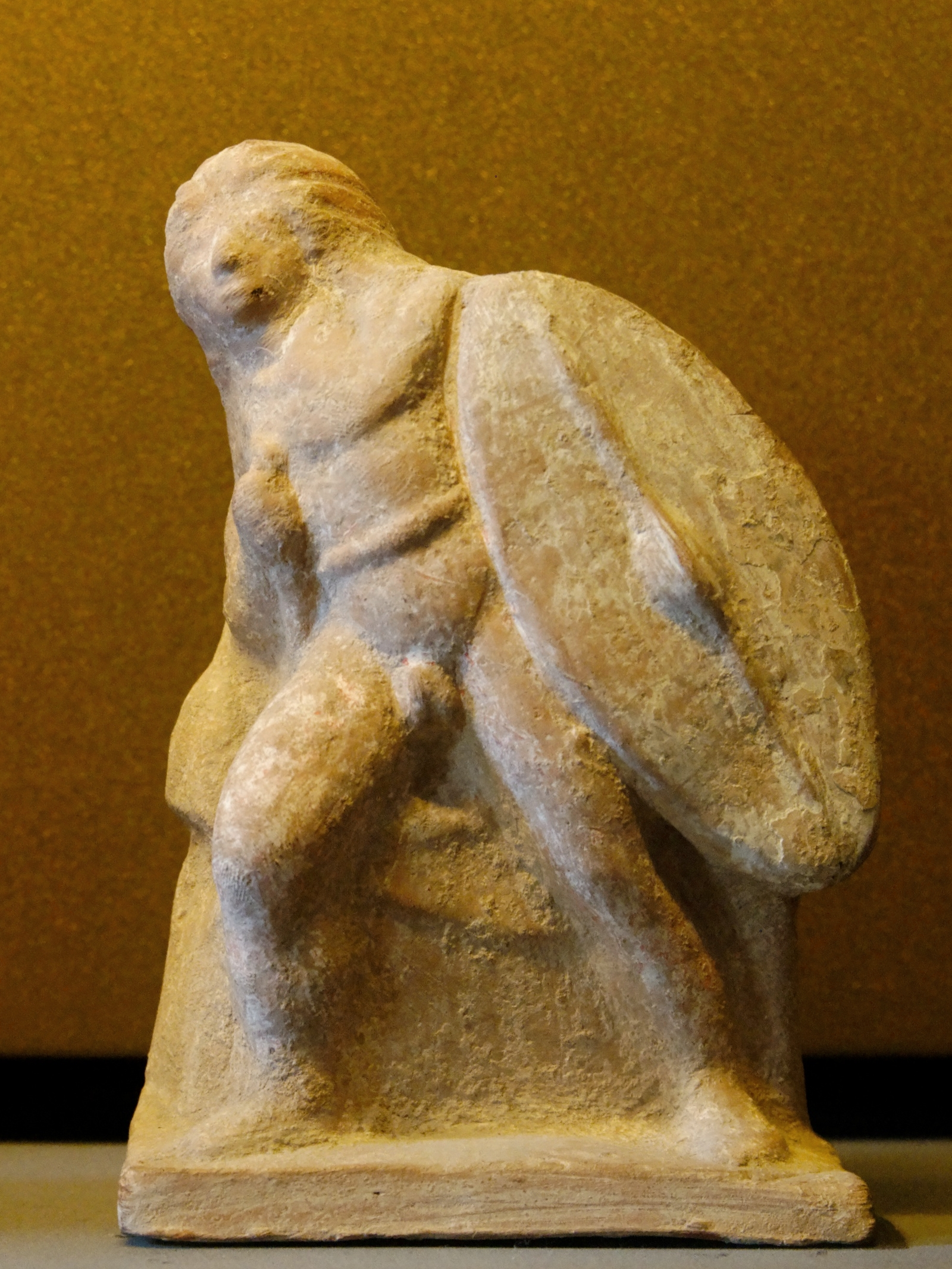
Figura de terracota representando un gálata (Museo del Louvre, París)

En el siglo I a. C., Tito Livio dice que los celtas eran 20 000 hombres, pero sólo la mitad estaban armados. Esto lleva a algunos estudiosos a aventurar que los guerreros eran 10 000 y los ancianos, mujeres y niños otros tantos. En cambio, otros eruditos creen que es un error de Tito Livio y que en realidad se refiere a que Leonorio y Luturio contaban con 10 000 guerreros cada uno. Polibio, en el siglo II a. C., los describe como un «enjambre». El monje benedictino del siglo VIII Pablo el Diácono afirmaba que fueron 100 000 hombres, mujeres y niños quienes se trasladaron a Asia Menor.
El historiador estadounidense Fred Eugene Ray Jr. descarta que, en la batalla, los gálatas tuvieran 20 000 jinetes en las alas, como mencionan las crónicas. Sostiene que se refieren al total de guerreros, a los que divide en 5000 jinetes y 15 000 infantes, entre los que había 11 500 a 12 000 tureóforos armados con espadas y 3000 a 3500 hostigadores con jabalinas.
Ray cree que Antíoco I debía disponer de unos 10 000 infantes pesados organizados en 8000 argiráspidas y 2000 hipaspistas. Les apoyarían dos cuerpos de caballería, cada uno de un millar de jinetes armados con xyston, y 16 elefantes de guerra, cada uno con una compañía de 50 hombres a pie para darles apoyo. Aunque algunos historiadores antiguos proclaman que los seléucidas tenían un ejército compuesto principalmente por infantería ligera debido a la poca preparación que tuvo el rey, Ray lo descarta por ser algo impropio de la época, aunque cree que la infantería ligera debió ser considerable, posiblemente 3000 a 4000 hostigadores que actuaron en coordinación con los paquidermos.

## La batalla
La batalla se disputó en algún lugar de Anatolia central, territorio de amplias llanuras abiertas. Luciano de Samósata, en el siglo II, describe que los gálatas estaban formados en una falange de 24 filas de profundidad, con los guerreros con armadura y 160 carros de guerra al frente. En sus flancos disponían de 20 000 jinetes y 80 carros falcados. En cambio, Antíoco I había llegado con una fuerza pequeña compuesta principalmente de hostigadores e infantería ligera. Más de la mitad de sus hombres no tenían armaduras protectoras y se sabía en desventaja, por lo que quería negociar, sin embargo, un oficial llamado Teodotas de Rodas lo convenció de luchar. Le aconsejó ocultar sus 16 elefantes en el terreno, pues el rey seléucida estaba en terreno elevado, y usarlos sorpresivamente para asustar a los celtas y sus caballos.
La línea de la infantería gálata, de aproximadamente un kilómetro de largo, se aproximó a la falange con los guerreros montados apoyándoles. Es posible que por la escasez que padecía de piqueros, Antíoco I tuviera que separarlos bastante entre sí y formar líneas menos profundas, lo cual los hacía muy vulnerables a los celtas armados con espadas largas. Sin embargo, era su única alternativa a arriesgarse a que su falange fuera flanqueada. Cuando se produjo el choque con la caballería y la falange gálatas, el monarca ordenó a dos grupos de paquidermos, cada uno de cuatro animales, cargar contra cada ala de caballería enemiga y a los otros ocho dirigirse en un grupo sobre los carros. Ray no confía mucho de la crónica en ese punto, cree que es poco probable que un rey macedonio con experiencia usando animales tan preciados los dividiera en varios pequeños grupos. Considera más seguro que los concentró en un solo flanco. Probablemente, para cuando los seléucidas usaron a sus bestias de batalla, la tureóforos gálatas ya se habían demostrado incapaces de romper la línea de sarisas macedonias.
Ni los gálatas ni sus caballos habían visto un elefante antes. Desconcertados por ver enormes bestias de cuerpos oscuros y colmillos brillantes, se asustaron por sus bramidos y antes que estuvieran a tiro de arco, rompieron filas y huyeron en completo desorden, con la caballería pisoteando a la infantería. Posiblemente, parte del desastre se debió a que la infantería ligera se mostró incapaz de atacar a los elefantes con proyectiles y así salvar a las tropas montadas. Los carros falcados intentaron girar para huir pero chocaron entre sí, siendo entonces cuando sus conductores los abandonaron y escaparon a pie dejando a los aterrados caballos huir aún arrastrando a los vehículos, que mutilaban las piernas de los fugitivos. Luego vinieron los paquidermos, que pisotearon, sacudieron y cornearon a los heridos. La victoria seléucida fue total. Por dar la victoria a los griegos, la batalla fue conocida como de los elefantes.

## Consecuencias
Hubo una gran carnicería. La mayoría de los gálatas murieron o fueron capturados, a excepción de un pequeño grupo que huyó a las montañas. Los macedonios cantaron alabanzas a su rey, dándole los laureles de la victoria, pero Antíoco I sólo les dijo llorando: «¡Mis hombres, tenemos más motivos para avergonzarnos; salvados por esos dieciséis brutos! [elefantes] Si su extrañeza no hubiera producido el pánico. ¿Dónde habríamos estado? Y en el trofeo no tendría nada tallado excepto un elefante».
Tras el triunfo sobre los invasores bárbaros, Antíoco I fue adorado como una deidad. Fue durante las celebraciones cuando las ciudades-estado jónicas, a las que había salvado de los estragos de los galos, le impusieron el epíteto Sóter (griego: «Salvador»). Al acabar con el problema gálata, los seléucidas quedaban con las manos libres para continuar su lucha contra los egipcios, a los que, ayudados por Ariobarzanes del Ponto, sucesor de Mitrídates, arrebató la costa de Siria y el sur de Asia Menor.
Por su parte, a medida que su población crecía, los gálatas continuaron sus chantajes a los débiles reyes de la región, incluso a los seléucidas hasta que el de Pérgamo, Atalo I, se negó y los venció en Caico. Continuarían además ofreciéndose como mercenarios, siendo admitidos incluso en el ejército seléucida. Los reyes asiáticos empezaron contratar grandes números de celtas para hacer la guerra o buscar refugio con ellos si eran derrocados, sirviendo en cada campaña importante hasta la batalla de Accio. Antígono II Gónatas contrató unos 9000 para derrotar a su rival, Antípatro Etesias, y Ptolomeo II a 4000 galos y tracios para asegurar su control de Alejandría y el delta del Nilo. Otros 2000 lucharon con Ptolomeo, hijo del rey Pirro de Epiro, contra Esparta. Tanto era el temor que causaban, que en 218 a. C., Atalo I trajo a otra tribu gala a Anatolia, los egósages, y les dio tierras entre Lámpsaco y Alejandría de Tróade. No obstante, los galos terminaron desertando del bando de Atalo I para saquear la región por su cuenta. El rey Prusias I de Bitinia masacró a la mayoría de los guerreros en una batalla campal y luego a todos los civiles en el campamento.
A pesar de que, al parecer, los gálatas se unían para la guerra, los estados celtas mantuvieron su independencia y la consolidaron durante los reinados de los sucesores de Antíoco. La ciudad de Tilis que no sobreviviría al siglo III a. C., al ser destruida por los tracios en 212 a. C..

### Clásicas
- Esteban de Bizancio. Etnias. Digitalizado por Attalus y Archive. Basada en traducción griego-alemán de Margaret Billerbeck, Walter de Gruyter, volumen I, 2006. Véase también en Archive, edición griega de August Meineke, Berolini: Reimer, 1849.
- Estrabón. Geografía. Libro XII. Digitalizado por Perseus. Basado en traducción griego-inglés, notas y edición por William Falconer, Londres & Nueva York: G. Bell & Sons, volumen II, 1905.
- Luciano de Samósata. Zeuxis o Antíoco. Digitalizado en The Lucian of Samosata Project. Basado en traducción griego-inglés por H. W. Fowler & F. G. Fowler, Oxford: The Clarendon Press, 1905.
- Marco Juniano Justino. Epítome de las Historias filípicas de Pompeyo Trogo. Libro XXV. Digitalizado en Attalus. Basado en traducción latín-inglés por John Selby Watson, Londres: George Bell and Sons, 1886. Véase también versión de Tertullian. 
  - Prólogos de cada uno de los libros. Digitalizado por Tertullian. Basado en la traducción latín-inglés por Roger Pearse, 2003.
- Memnón de Heraclea Póntica. Historia de Heraclea. Digitalizado por Attalus. Basado en traducción griego-inglés por Andrew Smith, 2004.
- Pablo el Diácono. Historia de los pueblos Longobardos. Libro II. Digitalizado por Archive. Basado en traducción latín-inglés por William Dudley Foulke, edición de Edward Peters, University of Pennsylvania Press, 1907. Véase también reimpresión de 2011. ISBN 9780812205589. También edición latina por Georg Waitz, Hannover: MGH SS rerum Langobardicarum et Italicarum, 1878. Digitalizado en Bibliaca Augustana. Véase también en Intra text.
- Plutarco. Vida de Pirro. Parte de Vidas paralelas. Digitalizado por UChicago. Basado en traducción griego-inglés por Bernadotte Perrin, Loeb Classical Library, volumen IX, 1920.
- Polibio. Historias. Libros IV y V. Digitalizada por UChicago. Basada en traducción griego-inglés por William Roger Paton, Harvard University Press, Loeb Classical Library, volumen II, 1922.
- Tito Livio. Historia de Roma. Libro XXXVIII. Digitalizado por Perseus. Basada en traducción latín-inglés por William Heinemann, edición de Evan T. Sage, Harvard University Press, 1936.

### Modernas
- Kruta, Venceslas (2004). La grande storia dei Celti. La nascita, l'affermazione e la decadenza (en italiano). Newton & Compton. ISBN 88-8289-851-2.
- Mitchell, Stephen (1993). Anatolia: The Celts in Anatolia and the impact of Roman rule (en inglés). Clarendon Press. ISBN 9780198140801.
- Mitchell, Stephen (2009). «The Galatians: Representation and Reality».  En Andrew Erskine, ed. A Companion to the Hellenistic World (en inglés). John Wiley & Sons. pp. 280-293. ISBN 9781405154413.
- Musti, Domenico (2003). Storia greca (en italiano). Laterza. ISBN 978-88-420-3968-6.
- Ray, Fred Eugene, Jr. (2020). Hellenistic Land Battles 300-167 BCE: A History and Analysis of 130 Engagements. Jefferson: McFarland. ISBN 9781476682563.
- Strootman, Rolf (2005). «Kings against Celts: Deliverance from barbarians as a theme in Hellenistic royal propaganda».  En Enenkel, Karl; Pfeijffer, Ilja Leonard, eds. The manipulative mode. Political propaganda in antiquity: a collection of case studies (en inglés). Leiden: Brill. pp. 101-141. ISBN 9-00-414291-6. Consultado el 29 de septiembre de 2013.
- Theodossiev, Nikola (2004). «Celtic Settlement in North-Western Thrace during the Late Fourth and Third Centuries BC.» (PDF).  En H. Dobrzańska, V. Megaw & P. Poleska, ed. Council of American Overseas Research Centers (CAORC) (en inglés) (Cracovia: Institute of Archaeology and Ethnology of the Polish Academy of the Sciences). Archivo PDF solo en versión descargable. OCLC 892023958. Archivado desde el original el 5 de marzo de 2009.

- Datos: Q1326280